# اتفاقية لانكستر هاوس
أعلنت اتفاقية لانكستر هاوس، الموقعة في 21 ديسمبر 1979، وقف إطلاق النار، وإنهاء حرب بوش الروديسية. وأدت مباشرة إلى إنشاء جمهورية زيمبابوي والاعتراف بها. تطلبت فرض حكم بريطاني مباشر، وأبطال إعلان استقلال روديسيا من جانب واحد عام 1965. سيتم حظر الحكم البريطاني بشكل صارم لمدة فترة الانتخابات المقترحة؛ وبعد ذلك سيتبع الاستقلال. بشكل حاسم، سيتم السماح للأجنحة السياسية للمجموعات القومية السوداء، الاتحاد الوطني الأفريقي لزمبابوي والاتحاد الشعبي الأفريقي في زيمبابوي، التي كانت تشن تمردًا متصاعدًا وعنيفًا بشكل متزايد، بالترشح في الانتخابات القادمة. ومع ذلك، كان هذا مشروطا بالامتثال لوقف إطلاق النار والغياب المؤكد لترويع الناخبين.
سيؤدي الاتفاق إلى حل دولة زمبابوي-روديسيا غير المعترف بها، والتي أنشأتها التسوية الداخلية قبل أشهر؛ كاتفاق بين القوميين السود المعتدلين وحكومة رئيس الوزراء إيان سميث. بينما ظلت زيمبابوي-روديسيا غير معترف بها، منحت التسوية الداخلية غالبية السود (حتى الآن المطلب البريطاني الرئيسي) وأسفرت عن انتخاب أول رئيس وزراء أسود في البلاد.
غطت لانكستر هاوس دستور الاستقلال وترتيبات ما قبل الاستقلال وشروط وقف إطلاق النار. تمت تسمية الاتفاقية باسم لانكستر هاوس في لندن، حيث حضرت الأطراف المهتمة بالتسوية مؤتمر الاستقلال في الفترة من 10 سبتمبر إلى 15 ديسمبر 1979.
الأطراف الممثلة في المؤتمر هي: الحكومة البريطانية، والجبهة الوطنية بقيادة روبرت موغابي وجوشوا نكومو، الاتحاد الأفريقي الشعبي الزيمبابوي، الاتحاد الوطني الأفريقي لزمبابوي، وحكومة زيمبابوي-روديسيا، ممثلة برئيس الوزراء، المطران آبيل موزوريوا، وإيان سميث، وزير بلا حقيبة.

## مفاوضات
بعد اجتماع رؤساء حكومات الكومنولث الذي عقد في لوساكا في الفترة من 1 إلى 7 أغسطس 1979، دعت الحكومة البريطانية موزوريوا وزعماء الجبهة الوطنية للمشاركة في مؤتمر دستوري في لانكستر هاوس. كان الغرض من المؤتمر هو مناقشة بنود دستور الاستقلال والتوصل إلى اتفاق بشأنها، والاتفاق على إجراء انتخابات تحت السلطة البريطانية، وتمكين زيمبابوي-روديسيا من المضي قدمًا نحو الاستقلال القانوني المعترف به دوليًا، مع تسوية الأطراف لخلافاتهم بالوسائل السياسية.
وترأس المؤتمر اللورد كارينغتون، وزير الخارجية والكومنولث للمملكة المتحدة. انعقد المؤتمر في الفترة من 10 سبتمبر إلى 15 ديسمبر 1979 مع 47 جلسة عامة.
توصل المؤتمر في سياق أعماله إلى اتفاق حول القضايا التالية:
- مخطط دستور الاستقلال؛
- الترتيبات الخاصة بفترة ما قبل الاستقلال؛
- اتفاق وقف إطلاق النار الموقع من قبل جميع الأطراف.

تعهد الطرفان في إبرام هذه الاتفاقية والتوقيع على تقريرها بما يلي:
- لقبول سلطة الحاكم؛
- الالتزام بدستور الاستقلال؛
- للامتثال لترتيبات ما قبل الاستقلال؛
- الالتزام باتفاق وقف إطلاق النار؛
- القيام بحملة سلمية ودون ترهيب؛
- ونبذ استخدام القوة لأغراض سياسية؛
- لقبول نتيجة الانتخابات وتوجيه أي قوى خاضعة لسلطتها للقيام بالمثل.

بموجب دستور الاستقلال المتفق عليه، سيتم حجز 20 في المائة من المقاعد في برلمان البلاد للبيض. ظل هذا البند في الدستور حتى عام 1987.
الاتفاقية كما تم التوقيع عليها في 21 ديسمبر 1979. وقع اللورد كارينجتون والسير إيان جيلمور على الاتفاقية نيابة عن المملكة المتحدة، وقع المطران أبيل موزوريوا والدكتور سيلاس مونداوارا عن حكومة زيمبابوي-روديسيا وروبرت موغابي وجوشوا نكومو عن الجبهة الوطنية.

## النتيجة
بموجب شروط الاتفاقية، عادت زيمبابوي-روديسيا مؤقتًا إلى وضعها السابق كمستعمرة لروديسيا الجنوبية، وبذلك أنهت التمرد الناجم عن إعلان روديسيا من جانب واحد للاستقلال. تم تعيين اللورد سوامز حاكمًا له سلطات تنفيذية وتشريعية كاملة.
فيما يتعلق بوقف إطلاق النار، كان على مقاتلي الاتحاد الأفريقي الشعبي الزيمبابوي والاتحاد الوطني الافريقي الزيمبابوي التجمع في نقاط التجمع المخصصة تحت إشراف بريطاني، وبعد ذلك كان من المقرر إجراء انتخابات لاختيار حكومة جديدة. أجريت هذه الانتخابات في فبراير 1980، وأسفرت عن فوز الاتحاد الوطني الإفريقي الزيمبابوي - الجبهة الوطنية بقيادة روبرت موغابي بأغلبية المقاعد. تم منح الاستقلال بموجب الدستور المتفق عليه في لانكستر هاوس لزيمبابوي في 18 أبريل 1980 مع روبرت موغابي كأول رئيس وزراء.

## استصلاح الأرض
بالإضافة إلى الشروط المذكورة أعلاه، تم الضغط على روبرت موغابي وأنصاره للموافقة على الانتظار لمدة عشر سنوات قبل الشروع في الإصلاح الزراعي.  
كاد المؤتمر الذي استمر ثلاثة أشهر أن يفشل في التوصل إلى اتفاق بسبب الخلافات حول الإصلاح الزراعي. تم الضغط على موغابي للتوقيع، وكانت الأراضي حجر عثرة رئيسي. [بحاجة لمصدر] عرضت الحكومتان البريطانية والأمريكية تعويض المواطنين البيض عن أي أرض يتم بيعها للمساعدة في المصالحة (مبدأ «المشتري الراغب، البائع الراغب»)، وتم إنشاء صندوق للعمل من 1980 إلى 1990. [بحاجة لمصدر]

## الوفد البريطاني
- بيتر كارينجتون، بارون كارينجتون السادس (رئيسًا)
- السير إيان جيلمور
- السير مايكل هافرس
- ديفيد أورمسبي جور، بارون هارليك الخامس
- ريتشارد لوس
- السير مايكل باليسر
- السير أنتوني داف
- يوم ديريك
- راك بايت
- روبن رينويك، بارون رينويك من كليفتون
- بي آر إن فيفوت
- السير نيكولاس فين، رئيس قسم الأخبار بوزارة الخارجية
- جورج والدن
- تشارلز باول
- بي جيه بارلو
- ار دي ويلكينسون
- إيه إم لايدن
- آر إم جيه لين
- إم جي ريتشاردسون
- سي آر إل دي شاسيرون
- ايه جيه فيليبس
- إم سي وود

## وفد الجبهة الوطنية
- روبرت موغابي - زعيم الاتحاد الوطني الأفريقي الزيمبابوي - الجبهة الوطنيةورئيس زيمبابوي المستقبلي.
- جوشوا نكومو - زعيم الاتحاد الأفريقي الشعبي الزيمبابوي.
- جوشيا موشور تشينامانو - زعيم حزب الاتحاد الشعبي الأفريقي في زيمبابوي، معتدل، المحتجز مع نكومو، وزير الحكومة المستقبلي
- إدغار تكيري - وزير الحكومة المستقبلي، طرد من الحزب في عام 1988 بعد أن ندد بخطط إقامة دولة الحزب الواحد في زيمبابوي. كما ظهر كمنتقد صريح لمذبحة المدنيين في ماتابيليلاند بعد أن شنت الحكومة حملة ضد ما يسمى بالمنشقين في المنطقة. شكل حزبه الخاص، حركة الوحدة في زيمبابوي في عام 1989 قبل الانتخابات العامة في عام 1990.
- الجنرال يوشيا تونغوغارا، جنرال جيش التحرير الوطني الأفريقي لزمبابوي، من الجناح الخارجي المتشدد في الاتحاد الوطني الأفريقي الزيمبابوي.
- إرنست آر كادونجور، حزب الاتحاد الشعبي الأفريقي، وزير المالية المستقبلي.
- أوشووكونزي - وزير الصحة الأول، ومدير الطاقة والنقل، ومدير الشؤون السياسية. غالبًا ما كان مثيرًا للجدل، غالبًا ما كان يصطدم مع إدارة موغابي ويتم طرده من الحكومة، والترحيب به مرة أخرى، ثم طرده مرة أخرى توفي عام 1995 ودفن في مقبرة زيمبابوي الوطنية. تم إعلانه بطلاً قومياً.
- دزينجاي موتومبوكا - وزير التعليم المستقبلي.
- يوشيا تونجاميراي - قائد القوات الجوية المستقبلي، بعد تقاعده كنائب عن جوتو نورث.
- إيدسون زفوبجو - المحامي، خريج جامعة هارفارد، وزير الحكومة المستقبلي، اشتبك مع موغابي حول حرية الصحافة، ودفن بطلاً قومياً.
- الدكتور سيمبي موباكو.
- البروفيسور والتر كامبا، لاحقًا نائب رئيس جامعة زيمبابوي.
- جوزيف مسيكا - زعيم الاتحاد الأفريقي الشعبي الزيمبابوي، المحتجز مع نكومو، نائب الرئيس المستقبلي.
- تي جورج سيلونديكا - سكرتير الدعاية والإعلام في الاتحاد الأفريقي الشعبي الزيمبابوي.
- أ.م.شامبتي - وزير المالية المستقبلي (وتوفي بسبب السرطان في غضون 6 أشهر من قبول المنصب) بعد أن رفض ديفيد جي إم فينسينت المنصب.
- جون نكومو - نائب الرئيس المستقبلي.
- إل. بارون
- إس كي سيباندا
- إي ملامبو
- ج ندلوفو
- إي سيزبا
- كي ندورو

## وفد زيمبابوي-روديسيا
- رئيس الوزراء المطران آبيل موزوريوا
- إس سي مندورارا
- إي إل بول
- ف. زيندوجا
- دي سي موكومي
- جي ب نياندورو
- القس ندابانينجي سيثولي
- إل. نيمبا
- الزعيم كايسا نديويني
- ز. إم. بافانا
- إيان سميث
- دي سي سميث
- آر كروني
- سي أندرسن
- الدكتور جيه كاموسيكيري
- جي بينكوس
- إل جي سميث
- نائب المارشال الجوي هارولد هوكينز
- الدكتور إي إم إف شيتات
- ديفيد زامشيا
- سيمبسون موتامبانينجوي
- إم. أ. آدم
- بي كلايبول
- جوردون شافوندوكا [4]

## التطورات اللاحقة
في عام 1980، أعادت المرحلة الأولى من الإصلاح الزراعي، الممولة جزئيًا من المملكة المتحدة، توطين حوالي 70,000 شخص لا يملكون أرضًا على أكثر من 20,000 كيلومتر مربع من الأراضي في زيمبابوي الجديدة.
في عام 1981، ساعد البريطانيون في إقامة مؤتمر زمبابوي حول إعادة الإعمار والتنمية، حيث تم التعهد بتقديم أكثر من 630 مليون جنيه إسترليني من المساعدات الدولية.
في عام 1997، بدأ قدامى المحاربين في تلقي مدفوعات شخصية فردية بقيمة 50 ألف دولار زيمبابوي لكل منهم مقابل خدمتهم في الحرب، مما كلف دافعي الضرائب في البلاد مليارات الدولارات واستنزاف خزائن الحكومة. بعد ذلك ببضعة أشهر، أعلن روبرت موغابي أن الاستحواذ الإجباري على الأرض بموجب القسم 8 سيستمر، وفي غضون 24 ساعة انخفضت قيمة العملة المحلية بأكثر من 50٪، وبالتالي بدأ التضخم المفرط وإلغاء تداول العملة الزيمبابوية و«الرحلات الجوية البيضاء» من البلد، معظمهم لن يعودوا.
في الوقت منذ الاستقلال، تم تعديل اتفاقية لانكستر هاوس وتغييرها أكثر من 27 مرة وفقًا لصحيفة زيمبابوي المستقلة.

## روابط خارجية
- اقرأ الاتفاقية الكاملة بشأن قاعدة بيانات الأمم المتحدة لصنع السلام